# Lauren Hemp
Lauren May Hemp, född 7 augusti 2000 i North Walsham, är en engelsk fotbollsspelare (anfallare) som representerar Manchester City och det engelska landslaget. Hemp var en del av den landslagstrupp som spelade EM på hemmaplan i England år 2022.